# Campeonato Norteamericano y Caribeño de Balonmano Masculino de 2024
El Campeonato Norteamericano y Caribeño de Balonmano Masculino de 2024 fue la 4.ª edición del Campeonato Norteamericano y Caribeño de Balonmano Masculino, el cual repartió una plaza para el Campeonato Mundial de Balonmano Masculino de 2025. Tuvo lugar del 6 de mayo al 12 de mayo de 2024.

## Fase de grupos
| Equipo         | J | G | E | P | GF  | GC  | DG  | PTS |
| -------------- | - | - | - | - | --- | --- | --- | --- |
| Cuba           | 5 | 5 | 0 | 0 | 175 | 110 | +65 | 10  |
| México         | 5 | 3 | 0 | 2 | 138 | 132 | +6  | 6   |
| Groenlandia    | 5 | 3 | 0 | 2 | 143 | 137 | +6  | 6   |
| Estados Unidos | 5 | 3 | 0 | 2 | 143 | 150 | -7  | 6   |
| Puerto Rico    | 5 | 1 | 0 | 4 | 111 | 146 | -35 | 2   |
| Canadá         | 5 | 0 | 0 | 5 | 123 | 158 | -35 | 0   |

- Resultados

| Fecha | Hora  | Partido        | Partido | Partido        | Resultado |
| ----- | ----- | -------------- | ------- | -------------- | --------- |
| 06.05 | 15:30 | Groenlandia    | -       | Canadá         | 32-23     |
| 06.05 | 17:30 | Cuba           | -       | Puerto Rico    | 34-17     |
| 06.05 | 19:30 | Estados Unidos | -       | México         | 28-37     |
| 07.05 | 14:00 | Canadá         | -       | Cuba           | 24-40     |
| 07.05 | 16:00 | Puerto Rico    | -       | Estados Unidos | 25-26     |
| 07.05 | 18:00 | México         | -       | Groenlandia    | 25-26     |
| 08.05 | 14:00 | Estados Unidos | -       | Canadá         | 34-26     |
| 08.05 | 16:00 | Groenlandia    | -       | Cuba           | 26-35     |
| 08.05 | 18:00 | México         | -       | Puerto Rico    | 31-20     |
| 10.05 | 14:00 | Groenlandia    | -       | Puerto Rico    | 29-22     |
| 10.05 | 16:00 | Cuba           | -       | Estados Unidos | 32-23     |
| 10.05 | 18:00 | Canadá         | -       | México         | 24-25     |
| 11.05 | 14:00 | Puerto Rico    | -       | Canadá         | 27-26     |
| 11.05 | 16:00 | Estados Unidos | -       | Groenlandia    | 32-30     |
| 11.05 | 18:00 | México         | -       | Cuba           | 20-34     |

## Tercer y cuarto puesto
| Fecha | Hora  | Partido        | Partido | Partido     | Resultado |
| ----- | ----- | -------------- | ------- | ----------- | --------- |
| 12.05 | 15:00 | Estados Unidos | -       | Groenlandia | 25-29     |

## Final
| Fecha | Hora  | Partido | Partido | Partido | Resultado |
| ----- | ----- | ------- | ------- | ------- | --------- |
| 12.05 | 17:00 | Cuba    | -       | México  | 36-21     |

| Campeonato Norteamericano y Caribeño 2024 |
| ----------------------------------------- |
|                                           |
| Cuba 2.o Título                           |

## Medallero
| Cuba | México | Groenlandia |
| Ángel Jesús Rivero Hanser Rodríguez Jorge Pren Magnol Suárez Maiko Vázquez Omar Toledano Ronaldo Almeida Samuel Cordies Daril González Diosel Rondón Frank Cordies Mario Alfredo Pérez Christopher Martínez Adán Martínez Víctor Dawkins Eduardo Raynier Valiente | Francisco Muñíz Juan Carlos Mayoral José Gálvez Sergio Sánchez David Gloria Sayyed Morales Jesús Loya Benjamín Chaidez Osvaldo Pascual Maya José Flores Bryan Jesús Muñoz Fernando Iván Rodríguez Carlos Alejandro Maya Juan Anguiano Ricardo Donovan Zarco Tomás Manjarres | Akutaaneq Kreutzmann Archibald Lennert Isak Olsen Malik Andersen Miki Heilmann Milan Olsen Minik Dahl Hoegh Noah Davidsen Pele Lynge Angutimmarik Kreutzmann Lars Ole Lyberth Inuujuk Søholm Steen Kleist Møller Suersaq Nathanielsen Kuutak Olsen Knud Skifte |

## Clasificación general
| Posición | Equipo         |
| -------- | -------------- |
|          | Cuba CM        |
|          | México         |
|          | Groenlandia    |
| 4        | Estados Unidos |
| 5        | Puerto Rico    |
| 6        | Canadá         |